# Mortero de Infantería Tipo 11 70 mm
El mortero de Infantería Tipo 11 70 mm era un mortero de ánima estriada empleado por el Ejército Imperial Japonés. La designación Tipo 11 le fue asignada a este mortero, por haber sido aceptado en el decimoprimer año de reinado del Emperador Taishō (1922). Fue empleado por primera vez en 1922 y fue el primer mortero en entrar en servicio con el Ejército Imperial Japonés. El mortero fue reemplazado más tarde por el cañón de Batallón Tipo 92 70 mm.

## Diseño

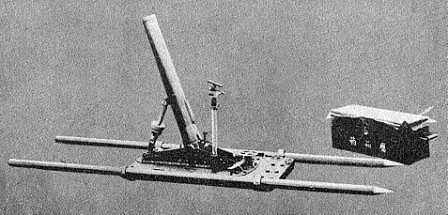
Un mortero de Infantería Tipo 11 70 mm, con sus asas de transporte instaladas.

El mortero Tipo 11 70 mm es singular entre los morteros japoneses, porque a pesar de ser un arma de avancarga, tiene ánima estriada. Su designación oficial japonesa era "Cañón de Infantería de Ángulo Alto Modelo del Decimoprimer Año". Otra característica singular es su monópode, similar al del mortero químico de 4,2 pulgadas (107 mm) estadounidense. El peso total del arma es de 60,66 kg, de los cuales 45,1 kg representan el peso de su placa base. Su ángulo horizontal es de 23° y su ángulo vertical iba desde los 37° hasta los 77°. Se empleaba un cuadrante de artillero para emplazar el arma. Este tenía una burbuja de nivel y era accionado por una perilla, un brazo móvil y una escala de elevación fija. La escala de elevación está graduada en medios grados, desde 0 a 55. El brazo móvil tiene una escala Vernier, que permite lecturas de 1/16 de grado. Antes de disparar el mortero mediante un acollador unido a un brazo percutor, debe encajarse un pasador en el extremo de su recámara.

## Munición
El proyectil de alto poder explosivo completo consistía de una espoleta, el proyectil y el conjunto de la carga propulsora. La espoleta es de impacto, con un cuerpo de latón de dos piezas, una taza de impulso, un soporte del detonador y una arandela. El cuerpo de acero del proyectil está roscado en la punta y en la base, para atornillar la espoleta y el conjunto de la carga propulsora. Está marcado con una franja blanca en la base, que indica que está hecho de acero de alto grado, y una franja roja en la punta, que indica que está cargado de pólvora negra. El conjunto de la carga propulsora consistía en cápsula fulminante, la pólvora propulsora y una banda de rotación de cobre expansible. La carga propulsora es detonada cuando el percutor golpea la cápsula fulminante. Los gases generados expanden la banda de rotación de cobre contra el estriado del ánima; el estriado hace que el proyectil gire, incrementando así la precisión de su trayectoria. El proyectil tenía una longitud de 218,9 mm y un diámetro de 55,4 mm; y su peso total era de 2,12 kg. El mortero de 70 mm también fue empleado para lanzar el inusual proyectil lanzaminas Antiaéreo. 